# سيمونا بوستليروفا
سيمونا بوستليروفا (9 نوفمبر 1964 - 5 مايو 2024) ممثلة سينمائية ومسرحية وتلفزيونية تشيكية.

## حياة مهنية
انضمت بوستلروفا إلى مسرح فينوهرادي في براغ في تسعينيات القرن العشرين. حصلت على لقب أفضل دبلجة أنثى في جوائز فراتيسيك فيليبوفوسكي لعام 2002 لإعادتها شخصية فيفيان بيرينغ في فيلم ويت 2001.

## وفاتها
أنجبت بوستلروفا ولدان من موسيقي الجاز زدينيك هراسك، والتي كانت متزوجة منه حتى وفاته في عام 2016. توفيت في براغ في 5 مايو 2024، عن عمر ناهز التاسعة والخمسين.

## روابط خارجية
- Simona Postlerová في قاعدة بيانات الأفلام على الإنترنت